# 13 грехов
«13 грехо́в» (англ. 13 Sins) — американский триллер, фильм ужасов, вышедший в прокат в 2014 году; ремейк тайского фильма «13» 2006 года. Это последний фильм, в котором снялся Джордж Коу перед смертью в 2015 году.

## Сюжет
Главный герой — простой офисный клерк Эллиот Бриндл, на которого в последнее время свалилась целая гора проблем. Мало того, что ему постоянно приходится следить за своим умственно отсталым братом Майклом и постоянно оплачивать растущие долги по счетам, так ещё его увольняют с работы за добропорядочность и мягкость в обслуживании клиентов. Плюс ко всему скоро у Эллиота свадьба, а на пышную церемонию денег нет вовсе. Однажды на автостоянке Эллиот получает звонок от неизвестного номера. Голос по ту сторону рассказывает о некой «Игре», победитель которой может выиграть баснословную сумму в размере нескольких миллионов долларов.
Для победы необходимо выполнить 13 заданий разной степени сложности. В качестве первого задания Эллиоту предлагается убить муху, которая на данный момент летает в салоне его автомобиля. За это задание главному герою предлагают 1000 долларов. Эллиот убивает муху и тут же на его банковский счет перечисляется указанная сумма.
Следующее задание — съесть убитую муху, награда — около 3000 долларов. Эллиот съедает муху и его банковский счет пополняется втрое.
Задание № 3 — Эллиоту необходимо заставить заплакать любого ребёнка в городском парке. Награда — 5000 долларов.
Задание № 4 — Эллиоту необходимо сжечь маленький домик ручной сборки, сделанный детьми-сиротами, который находится в церкви. Награда — 10 000 долларов.
Задание № 5 — Эллиот должен украсть страуса и обменять его на одежду у любого городского бомжа, после ему нужно надеть эту одежду.
Задание № 6 — Эллиот должен протащить через город труп некоего мужчины, усадить этот труп в кафе и заказать ему кофе. Награда — 50 000 долларов.
Задание № 7 — во время выполнения шестого задания в кафе заходят копы, заказывают себе кофе. Эллиот отбирает у одного из них чашку кофе и ставит на стол возле трупа. Хотя организаторы «Игры» не ставили такой задачи перед Эллиотом, они засчитывают ему этот отчаянный поступок как седьмое задание.
Задание № 8 — Эллиот должен болгаркой отрезать руку своему старому школьному обидчику. Жертва не против и даже подталкивает Эллиота к выполнению задания. Награда — 100 000 долларов.
Задание № 9 — В больнице Эллиот стулом разбивает нос брату искалеченного им в ходе предыдущего задания обидчика. Этот поступок был совершён без каких-либо указаний, по инициативе самого Эллиота, однако организаторы снова засчитывают это в качестве выполненного задания. Награда — 250 000 долларов.
Задание № 10 — На торжественном вечере, посвящённом предстоящей свадьбе, Эллиот должен пропеть «Интернационал», покрошить весь сервиз и справить малую нужду в букет. Награда — 500 000 долларов.
Задание № 11 — Эллиот должен добровольно сдаться полиции и сбежать из участка.
Задание № 12 — Эллиот должен протянуть стальной трос через дорогу, по которой должна проехать толпа байкеров. После получения награды — одного миллиона долларов, — ему удается опустить трос, и байкеры остаются живы. Однако в этот момент главный герой замечает, что помимо него в «Игре» принимает участие ещё один игрок.
Этот игрок также натягивает трос в ста метрах от Эллиота, и байкеры врезаются в трос и погибают.
После увиденного Эллиот хочет выйти из игры, однако организаторы напоминают, что если он откажется, то все выигранные до этого деньги обнулятся, и Эллиот за все свои сделанные до этого действия может получить срок в тюрьме. Эллиот следует за вторым игроком и оказывается в доме престарелых, где находится его отец. Там же он встречает и Майкла, который оказывается вторым участником игры. Майкл объясняет, что задание № 13 — убить члена семьи. Майкл говорит, что хочет убить отца из-за издевательств над ним в детстве. Эллиот пытается отговорить брата, но тут в разговор вмешивается отец. Он рассказывает братьям, что уже ранее принимал участие в «Игре» и выиграл её, убив в конце их мать. Услышав это, Эллиот хочет убить его, но отец решает не дать братьям получить главный приз и перерезает себе горло. Майкл, который все ещё горит желанием победить, нападает на брата. В завязавшейся схватке Эллиот случайно убивает Майкла, но и сам получает ранение ножом в живот. Эллиот становится победителем. В этот момент в дом приходит доверенное лицо «Игры», чтобы зачистить улики. Эллиот убивает его выстрелом в голову, после чего организаторы «Игры» лишают его всех денег.
На следующее утро Эллиот, все ещё истекающий кровью от полученного ранения, звонит своей девушке и та ему говорит, что ей звонил неизвестный номер и предлагал убить муху, а потом съесть её за несколько тысяч долларов. Эллиот спрашивает её, что же она в итоге сделала. Его девушка отвечает, что, конечно же, она не стала делать подобную глупость и выбросила муху в мусорный бак. Эллиот, лежа, закрывает глаза с улыбкой на лице.

## В ролях
- Марк Уэббер — Эллиот Бриндл
- Девон Грей — Майкл Бриндл
- Том Бауэр — отец Эллиота и Майкла
- Рутина Уэсли — Шелби
- Рон Перлман — детектив Чилкот
- Джордж Коу — Голос в телефоне
- Пруитт Тейлор Винс — Воглер

## Критика
Фильм получил смешанные отзывы кинокритиков. На сайте Rotten Tomatoes фильм имеет рейтинг 63 % на основе 41 рецензии со средним баллом 5,8 из 10. На сайте Metacritic фильм имеет оценку 44 из 100 на основе 11 рецензий критиков, что соответствует статусу «смешанные или средние отзывы».